# 배넉번 전투
배넉번 전투(영어: Battle of Bannockburn)는 스코틀랜드 독립 전쟁 기간 중인 1314년 6월 23일부터 24일에 걸친 이틀 동안에, 스코틀랜드 왕 로버트 1세가 이끄는 스코틀랜드군이 스코틀랜드 스털링의 배넉번에서 잉글랜드 왕 에드워드 2세가 이끄는 잉글랜드군의 침공을 막아 낸 전투이다. 이후 스코틀랜드가 공식적으로 독립한 것은 14년 후이지만 배넉번에서의 승리가 크게 기여를 했다는 것은 현저한 사실이다.
1313년 로버트 1세는 퇴위당한 스코틀랜드 왕 존 발리올에게 여전히 충성하는 지지자들에게 영지를 잃고 싶지 않으면 로버트 1세를 왕으로 인정할 것을 요구했다. 또한 당시 잉글랜드군에 의해 점령당한 스털링 성의 지휘관은 1314년 6월 24일까지 포위가 풀리지 않으면 스코틀랜드에 항복하겠다는 약속을 로버트 1세와 한 상태였다. 이를 명분으로 에드워드 2세는 25,000명의 군사와 2,000명의 중장기병을 이끌고 스코틀랜드를 침공했다. 이에 맞서는 스코틀랜드군은 6,000명이었고 로버트 1세는 이를 3개의 스킬트론으로 나눠 각자 자신과 동생 에드워드 브루스, 조카 토마스 랜돌프가 이끌게 했다.
첫날 전투에서 잉글랜드군의 중장기병 지휘관 중 하나인 헨리 드 보운이 로버트 1세의 도끼에 맞아 죽자 잉글랜드군은 밤까지 퇴각했다. 이 날 잉글랜드군의 탈영병에게서 잉글랜드군 기지의 위치와 낮은 사기로 인한 분위기를 들은 로버트 1세는 자신의 스킬트론을 이끌고 총공세를 계획했다. 이어진 회전에서 스코틀랜드군은 길버트 드 클레어, 로버트 드 클리퍼드 등의 잉글랜드군의 주요 지휘관들을 처치하며 승리했다.
배넉번 전투의 승리는 스코틀랜드 역사상 가장 기념되는 전투이고 수 세기 동안 시와 예술로 기려졌다. 1964년에는 정확한 전투의 위치는 불확실하지만, 이 전투가 있었을 것으로 추정되는 곳에 이 전투의 기념비가 세워졌다.
1960년대에 로이 윌리엄슨이 작사 및 작곡한, 스코틀랜드의 사실상 국가인 《스코틀랜드의 꽃》은 이 배넉번 전투에서의 승리를 다루고 있다.

## 배경
스코틀랜드와 잉글랜드 사이의 제1차 스코틀랜드 독립 전쟁은 1296년 시작되었다. 개전 초기 에드워드 1세의 지휘 아래 잉글랜드군은 던바 전투와 베릭을 함락하며 승승장구했다. 스코틀랜드의 왕 존 발리올이 왕좌에서 물러나게 된 것도 잉글랜드군의 승기에 기여했다. 스코틀랜드군은 1297년 스털링 다리 전투에서 잉글랜드군을 격파하였으나 에드워드 1세가 이끄는 잉글랜드군은 폴커크 전투에서 반격했다. 1304년에 스코틀랜드는 완전히 점령당했으나 1306년 로버트 1세가 스코틀랜드 왕좌를 차지하면서 전쟁이 다시 시작되었다.
에드워드 1세가 죽은 뒤, 그의 아들 에드워드 2세가 1307년 즉위하였으나 그의 아버지가 보여준 리더쉽을 발휘하기엔 역부족이었고 그의 지위도 흔들렸다.
1313년, 로버트 1세는 남아있는 발리올 지지파의 충성과 잉글랜드 측 요새인 스털링 성의 항복을 요구하며 거절하면 그들의 영지를 빼았을 것이라고 했다. 스털링 성은 북쪽의 하이랜드 지방으로 가는 길을 통제하고 있었기에 잉글랜드 군의 주요 거점 중 하나였다. 성은 1314년 로버트 1세의 동생 에드워드 브루스에 의해 포위되었으며, 1314년 6월 24일까지 포위를 풀지 못하면 스코틀랜드군에 항복하겠다는 합의를 했다.
잉글랜드는 이를 무시할 수 없었고 스코틀랜드로의 원정을 준비했다. 에드워드 2세는 이 원정을 위해 잉글랜드, 웨일즈, 아일랜드 등지에서 2,000명의 중장기병과 25,000명의 장궁으로 무장한 병사들을 소집했다고 알려져있으나 실제로 이중 약 절반 이상만이 도착한 것으로 추정된다. 그럼에도 여전히 잉글랜드 역사상 가장 큰 규모의 스코틀랜드 원정이었다. 스코틀랜드군은 6,000여명으로 추정되며, 기병은 500명 이하였다. 또 잉글랜드군의 기병과 달리, 스코틀랜드군의 기병은 적진에 돌격하기엔 장비가 부실했고 산병전이나 정찰에만 적합했다. 스코틀랜드군의 보병들은 도끼나 검, 파이크 등으로 무장했으며 오직 소수의 궁수만 있었다.
스코틀랜드군에 비해 잉글랜드군의 정확한 수치적 차이는 알려지지 않았지만, 현대의 연구진은 스코틀랜드군이 잉글랜드군과 맞닥뜨렸을 때의 전력 차이가 1.5배에서 3배 정도라고 추정하고 있다.

## 전투

### 전장의 위치
배넉번 전투가 일어난 정확한 위치에 대해서는 여러 의견이 있으나, 대부분의 현대의 역사가들은 현재의 기념비와 관광 안내소가 위치한 유적지는 정확하지 않다고 보고 있다.
많은 장소들이 제시되었지만 현대의 연사가들은 단지 두 곳만이 진지하게 고려할 가치가 있다고 믿는다.
- 유적지 동쪽으로 약 .75 마일 (1.21 km) 떨어진 발키데락 마을 외곽의 토탄 지대.[10]
- 유적지 북동쪽으로 약 1.5 마일 (2.4 km) 떨어진 발키데락 저지대. 이 곳은 내셔널 트러스트 포 스코틀랜드가 유력한 곳으로 채택한 지역이다.[11]

### 전투 첫째 날

배넉번 전투 첫째 날의 양상

대부분의 중세 전투는 길어도 수 시간동안만 지속되며 짧게 끝나지만, 배넉번 전투는 이례적으로 이틀동안 지속되었다. 1314년 6월 23일 잉글랜드군은 두 개의 기병대를 진격시켰다. 그중 하나는 글로스터의 백작 길버트 드 클레어와 헤리퍼드의 백작 험프리 드 보운이 이끌었다. 그들은 로버트 1세가 이끄는 스코틀랜트군과 맞딱드렸고 이어 로버트 1세와 험프리 드 보운의 조카 헨리 드 보운은 서로 교전을 시작했다. 드 보운은 로버트 1세에 돌격을 감행하였으나 로버트 1세의 도끼에 머리가 두동강났다. 그 후 스코틀랜드군은 잉글랜드군을 향해 돌격했고 나뭇가지로 가려진 얕은 구덩이들을 피해 좁은 대열을 이루던 영국의 중장기병은 힘을 발휘하지 못하고 후퇴했다. 전투 중 글로스터 백작은 부상을 입고 말을 잃었으며 그의 부하들에 의해 구조되었다.

### 전투 둘째 날

배넉번 전투 둘째 날의 양상

밤 동안 영국군은 배넉번으로 알려진 강을 건너 그 너머의 평야에 그들의 기지를 세웠다. 잉글랜드군에서 에드워드 2세를 위해 싸우던 스코틀랜드 출신의 기사 알렉산더 새턴은 밤 사이 잉글랜드군을 탈영하고 로버트 1세에게 잉글랜드군의 사기가 떨어졌다는 소식과 함께 공격을 부추겼다.
다음 날 이른 아침 스코틀랜드군은 진격했고 동이 튼지 얼마되지 않아 숲을 나와 잉글랜드군의 기지 앞까지 도착했다. 잉글랜드군의 글로스터 백작과 헤리퍼드 백작은 누가 선봉을 이끌지에 대해 논쟁했고 글로스터 백작은 왕에게 이번 전투에서는 한발 물러나야 한다고 설득했다. 그러나 이로 인해 왕은 그를 겁쟁이라고 비난하게 되었다. 그 비난에 마지못해 글로스터 백작은 진격했으나 그를 따라간 사람은 소수에 불과했고 그가 적진에 도착하자마자 포위당해 살해되었다.
잉글랜드군의 기병대는 점차 밀려났으며 스코틀랜드군의 스킬트론에 의해 낙마했다. 잉글랜드군의 장궁병들은 아군을 사격할까봐 기사들의 진격을 돕지 못했다. 그에 잉글랜드군은 장궁병들을 측면으로 우회시키려 했으나 그들은 스코틀랜드군 원수 로버트 키스 경이 이끄는 500명의 기병대에 의해 패퇴했다.
이 후 에메르 드 발랭스의 판단 아래 잉글랜드 왕은 500명의 경호 기사들과 함께 후퇴했다.

### 잉글랜드군의 후퇴
에드워드 2세는 개인 경호대와 함께 도망쳤으며 이 소식을 접한 남은 잉글랜드군은 혼비백산이 되었다. 에드워드 2세는 먼저 스털링 성으로 도주했으나 성의 지휘관 필립 드 모브레이는 성이 곧 항복할 것이라며 그를 거절했다. 그 후 에드워드 2세는 제임스 더글라스가 이끄는 추격대를 피해 던바 성으로 후퇴했고 배를 통해 베릭으로 도주했다. 남은 잉글랜드 군사들은 전장으로부터 남쪽으로 90 마일 (140 km) 떨어진 잉글랜드 국경의 안전한 곳으로 탈출을 시도했다. 많은 패잔병들이 스코틀랜드 군대나 그들이 거쳐간 시골의 주민들에 의해서 죽었다.